# Adele Sandrock
Adele Sandrock (née le 19 août 1863 à Rotterdam; morte le 30 août 1937 à Berlin) fut une actrice allemande. Après une carrière théâtrale réussie, elle devint l'une des premières stars du cinéma allemand.

## Biographie

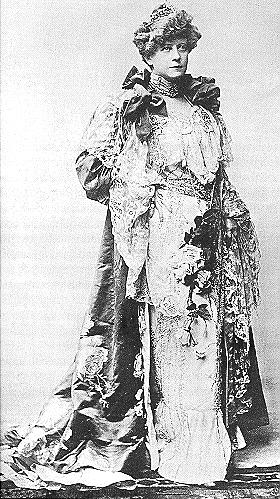
Adele Sandrock en 1898 dans La Dame aux camélias.

Fille d'Eduard Othello Sandrock (1832–1897) et de l'actrice néerlandaise Nans ten Hagen, elle partit pour Berlin à l'âge de 15 ans pour devenir actrice. Son premier rôle important fut dans la pièce Mutter und Sohn de Charlotte Birch-Pfeiffer. Elle paracheva son succès dans Cabale et Amour de Friedrich von Schiller qu'elle joua à Meiningen. Elle s'établit ensuite à Vienne en 1889 où elle créa (au Raimundtheater, par exemple) de nombreux rôles dans des pièces d'Henrik Ibsen ou Arthur Schnitzler, avec qui elle eut une liaison orageuse.
Elle commença sa carrière au cinéma  en 1911 pour tourner dans plus de 140 films.
Sa biographie, Mein Leben, a paru en 1940.
Adele Sandrock est enterrée au Cimetière évangélique de Matzleinsdorf.

## Filmographie partielle

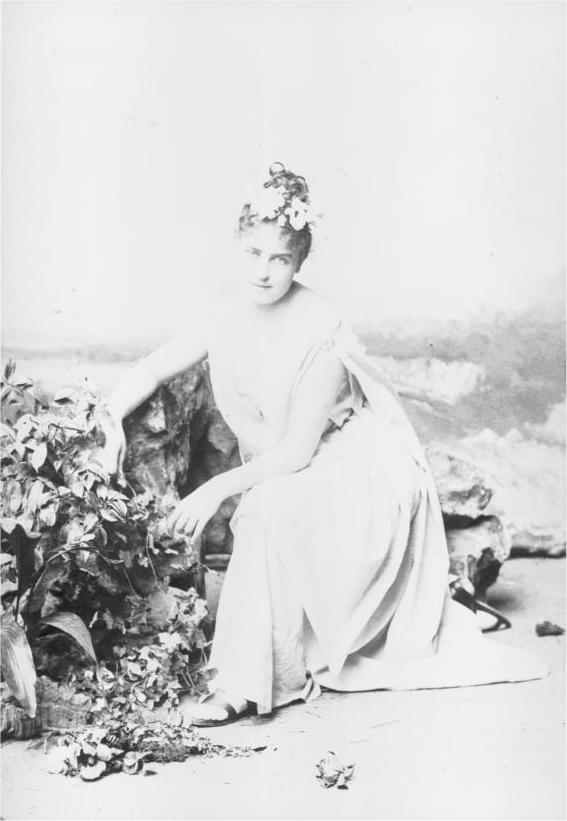
Adele Sandrock photographiée par Rudolf Krziwanek.

- 1919 : Der Galeerensträfling de Rochus Gliese et Paul Wegener
- 1921 : Torgus (Verlogene Moral), de Hanns Kobe
- 1921 : Lady Hamilton de Richard Oswald
- 1924 : Hélène de Troie de Manfred Noa
- 1927 : Die Geliebte de Robert Wiene
- 1928 : Leontines Ehemänner de Robert Wiene
- 1929 : Danseuse de corde de Karl Grune
- 1930 : Ma fiancée de Chicago de Géza von Bolváry
- 1930 : Le Roi du Danube (Donauwalzer) de Victor Janson
- 1931 : Le congrès s'amuse de Erik Charell et Jean Boyer
- 1932 : La Belle Aventure de Reinhold Schünzel
- 1934 : La Jeune Fille d'une nuit (Die Töchter ihrer Exzellenz) de Reinhold Schünzel et Roger Le Bon
- 1934 : Fürst Woronzeff d'Arthur Robison

## Sources de la traduction
- (en) Cet article est partiellement ou en totalité issu de l’article de Wikipédia en anglais intitulé « Adele Sandrock » (voir la liste des auteurs).

- (de) Cet article est partiellement ou en totalité issu de l’article de Wikipédia en allemand intitulé « Adele Sandrock » (voir la liste des auteurs).